# Xã Southall, Quận Dallas, Arkansas
Xã Southall (tiếng Anh: Southall Township) là một xã thuộc quận Dallas, tiểu bang Arkansas, Hoa Kỳ. Năm 2010, dân số của xã này là 303 người.